# 卡澤利亞茨湖
卡澤利亞茨湖（白俄羅斯語：Казелец）是白俄羅斯的湖泊，位於普里皮亞季河流域，長1公里、寬0.1公里，面積約0.05平方公里，海拔高度129米，平均水深1米，最大水深約2米，該湖受到嚴重的污染。